# Ivan Iusco
Ivan Iusco (nascut el 4 de setembre de 1970) és un compositor i productor discogràfic guardonat italo-americà amb seu a Los Angeles, Califòrnia.

## Formació
Quan era jove es va inspirar en les partitures de pel·lícules d'Ennio Morricone, l'animació japonesa i les bandes sonores de pel·lícules de ciència-ficció. Als 7 anys, l'Ivan va començar a prendre classes de piano. Als 15 anys va comprar el seu primer sintetitzador i va començar a construir un estudi a casa.

## Carrera

### Músic
El 1987, va fundar el pioner segell musical italià Minus Habens Records (involucrant artistes com Angelo Badalamenti, Brian Eno, Aphex Twin i Depeche Mode), a través dels quals continua explorant i publicant música d'avantguarda i experimental. Diversos anys més tard va establir el segell Disturbance per centrar-se en la música ambiental electrònica i techno.
El 1987, Iusco també va fundar el grup de música industrial i dark ambient, Nightmare Lodge, la música del qual es va publicar principalment a través de Minus Habens. L'any 1990, Iusco va començar a gravar amb el nom "IT" i va publicar el primer àlbum amb aquest nom, Era Vulgaris, a la seva empremta Disturbance el 1996.

### Bandes sonores i partitura de pel·lícules
Va debutar a la indústria cinematogràfica l'any 1999, després d'haver compost la música per a la pel·lícula de culte de Pulla LaCapaGira dirigida per Alessandro Piva, i que va guanyar la menció a la millor música a la XXI edició de la Mostra de València (2000). El 2003 va compondre la banda sonora de Mio Cognato, una pel·lícula del mateix director, per la qual va rebre el 2004 la nominació al Nastro d'Argento a la millor banda sonora.
Iusco s'ha associat sovint amb el conegut director italià, Sergio Rubini, component el tema principal de la pel·lícula L'Anima Gemella (2002), la banda sonora de L'Amore Ritorna (2004), i una peça addiciona per Colpo D’Occhio (2008) que complementava la música de Pino Donaggio.
La seva trajectòria musical també inclou Ho Voglia Di Te (2007) del director espanyol Luis Prieto; Fesibum / Maledetto Tag episode (2009) by Dino Giarrusso; 6 Sull’Autobus (2012) un projecte de Sergio Rubini produït per l'Accademia Nazionale D’Arte Drammatica Silvio D’Amico (seleccionat a la 69a Mostra Internacional de Cinema de Venècia); i Da Che Parte Stai (2016) de Francesco Lopez.
El tema "Mobili In Mobilis", extret del seu disc Transients (2015), va ser nominat a la Millor Cançó Instrumental pels American Songwriting Awards 2016.
El 2015 va crear dues obres d'art multimèdia titulades Mirror Drones i Between amb l'artista canadenca Cassandra Cronenberg, filla del director David Cronenberg.
El 2018 va anotar el pilot de Rex Starlight, una sèrie de televisió escrita pel guionista nord-americà Daniel Greenspan. Es va presentar l'11 de març de 2018 a Soho House West Hollywood.
Els seus darrers projectes inclouen: la partitura original del thriller psicològic "State of Consciousness" protagonitzada per Emile Hirsch (“Into The Wild”) del director estatunidencd Marcus Stokes ("American Horror Story", “Criminal Minds”, “The Flash”, “Arrow”), la banda sonora del curtmetratge “A Woman Makes A Plan” d’Alexo Wandael protagonitzada per Maye Musk, dues cançons originals de “Cyberpunk 2077”, el videojoc distòpic de ciència-ficció aclamat arreu del món protagonitzat per Keanu Reeves i la partitura del documental “376 Days, Nick Cave: Keep it Movin” de Claude-Aline Miller, projectat recentment als Museus Guggenheim i al Museum of Contemporary Art de Chicago.

## Bandes sonores de pel·lícules
| Any  | Títol                            | Director               | Notes             |
| ---- | -------------------------------- | ---------------------- | ----------------- |
| 1999 | LaCapaGira                       | Alessandro Piva        |                   |
| 2001 | Giorni                           | Laura Muscardin        |                   |
| 2002 | L'anima gemella                  | Sergio Rubini          | tema principal    |
| 2003 | Mio cognato                      | Alessandro Piva        |                   |
| 2004 | L'amore ritorna                  | Sergio Rubini          |                   |
| 2006 | Checosamanca                     | Alice Rohrwacher       |                   |
| 2007 | Ho voglia di te                  | Luis Prieto (director) |                   |
| 2008 | Colpo d'occhio                   | Sergio Rubini          | música addicional |
| 2009 | Feisbum!                         | Dino Giarrusso         |                   |
| 2012 | 6 Sull'Autobus                   | VV.AA                  |                   |
| 2017 | Da Che Parte Stai                | Francesco Lopez        |                   |
| 2021 | Nicola: Cozze, Kebab & Coca Cola | Antonio Palumbo        |                   |
| 2021 | Tomato Soup in Skid Row,         | Alexo Wandael          |                   |
| 2022 | State Of Consciousness           | Marcus Stokes          |                   |

## Banda sonora de videoart, curtmetratges i documentals
| Any  | Títol                                | Director                            |
| ---- | ------------------------------------ | ----------------------------------- |
| 2002 | The Spy Inside Me                    | Materia                             |
| 2004 | Legamento                            | Materia                             |
| 2005 | Impossible Love                      | Luca Curci                          |
| 2006 | Impossible Garden                    | Luca Curci & Fabiana Roscioli       |
| 2006 | Perotti Point                        | Alessandro Piva                     |
| 2006 | Zeleny Muz                           | Jack Wareing                        |
| 2010 | The Synth                            | Ivan Iusco                          |
| 2011 | The Empire Of R-Evolution            | Luca Curci                          |
| 2013 | Gioco Nel Vento                      | Francesco Lopez                     |
| 2013 | Movimento 2                          | Andreia Vigo (interpretat per AjAx) |
| 2016 | Clown and Girl                       | Jack Wareing                        |
| 2017 | Emoticon                             | Antonio Palumbo                     |
| 2018 | Transatlantico Rex Nave 296          | Maurizio Sciarra                    |
| 2021 | A Woman Makes A Plan” amb Maye Musk  | Alexo Wandael                       |
| 2022 | 376 Days, Nick Cave: ‘Keep it Movin’ | Claude-Aline Miller                 |

## Discografia

### Solo
| Any  | Títol                        | Segell                           |
| ---- | ---------------------------- | -------------------------------- |
| 2000 | Lacapagira - BSO             | Virgin Records                   |
| 2003 | Mio Cognato - BSO            | Minus Habens Records/Emi Records |
| 2004 | L'amore ritorna - BSO        | Warner Chappell Music            |
| 2007 | Ho voglia di te (film) - BSO | EMI Records                      |
| 2012 | Water - Album                | Minus Habens Records             |
| 2015 | Transients - Àlbum           | Minus Habens Records             |
| 2020 | Synthagma - Àlbum            | Minus Habens Records             |

### Amb Nightmare Lodge
| Any  | Títol                                   | Segell               |
| ---- | --------------------------------------- | -------------------- |
| 1987 | Big Mother In The Strain - cass         | Minus Habens Records |
| 1991 | Asylum - cass                           | Minus Habens Records |
| 1994 | Negative Planet - àlbum                 | Minus Habens Records |
| 1995 | Luminescence - àlbum                    | Minus Habens Records |
| 1997 | Nosferatu! - 7"                         | Ant-Zen              |
| 1997 | The Enemy Within - àlbum                | Minus Habens Records |
| 1999 | Syrena (amb Paolo Bigazzi) - soundtrack | Minus Habens Records |
| 1999 | Blind Miniatures - àlbum                | Red Stream           |
| 2003 | Nexus - 7"                              | SmallVoices          |

### AmbDive
| Títol | Segell                  |                        |
| ----- | ----------------------- | ---------------------- |
| 1993  | Concrete Jungle - àlbum | Minus Habens Records   |
| 1997  | Snakedressed - àlbum    | Daft/COP International |
| 1999  | True Lies - àlbum       | Daft/COP International |
| 2017  | Underneath - àlbum      | Out Of Line            |

### Com "It"
| Any  | Títol                             | Segell           |
| ---- | --------------------------------- | ---------------- |
| 1992 | Virtual Energy - 12"              | Disturbance      |
| 1996 | Era Vulgaris - àlbum              | Disturbance      |
| 1997 | Era Vulgaris (Ncoded) - àlbum     | Disturbance      |
| 1998 | Concubia Nocte (Drop 7.1) - àlbum | Materiali Sonori |
| 2003 | Displaced - 12"                   | SmallVoices      |

## Remixes oficials
| Any  | Títol                                                                                 | Segell             |
| ---- | ------------------------------------------------------------------------------------- | ------------------ |
| 2013 | Peter Von Poehl - Aurora (Ivan Iusco remix) – presa de Vanishing Waves OST            | Ici, d'ailleurs... |
| 2014 | Paul Leonard-Morgan - Search for the Cave (Ivan Iusco remix) – presa de Legendary OST | Just Temptation    |
| 2016 | Stephen Hilton - Kill Command (Ivan Iusco remix) – persa de Kill Command OST          | Great Temptation   |

## Premis i nominacions
- Premi a l'èxit excepcional (Original Song) - "The Other Side" extret de l'àlbum "Synthagma" - IndieX Fest (Los Angeles), EUA 2021
- Nominació al millor videoclip musical - "Falling (Andante)" extret de l'àlbum "Transients" - Los Angeles CineFest, EUA 2017
- Nominació a la millor pista instrumental "ASA 2016" - "Mobilis In Mobili" extreta de l'àlbum "Transients" - American Songwriting Awards, EUA 2016
- Premi al millor compositor “Ombre Sonore Del Mediterraneo” - Teca del Mediterraneo/Consiglio Regionale della Puglia, Itàlia 2009[9]
- Nominació a la millor banda sonora original “Diamanti Al Cinema” – banda sonora de “Ho Voglia Di Te” - Venice Film Festival, Italy 2007
- Premi especial al millor compositor - Festival de cinema de Ragusa, Itàlia 2004[10]
- Nominació a la millor banda sonora “Nastro d'Argento” – banda sonora de “Mio Cognato” - Nastri d’Argento, Itàlia 2004[11][12]
- Premi a la millor banda sonora original per “LaCapaGira” – Mostra de València, 2000[13][14]